# Фарнезе (Италия)
Вижте пояснителната страница за други значения на Фарнезе.
Фарнѐзе (на италиански: Farnese) е село и община в Централна Италия, провинция Витербо, регион Лацио. Разположено е на 341 m надморска височина. Населението на общината е 1667 души (към 2010 г.).